# Table des caractères Unicode/U11400
Cette page contient des caractères spéciaux ou non latins. S’ils s’affichent mal (▯, ?, etc.), consultez la page d’aide Unicode.
Table des caractères Unicode U+11400 à U+1147F.

## Néwar (ounewari,prachalitnépalais,nepalbhasha,nepāla lipi)(Unicode 9.0 à 13.0)
Caractères utilisés pour l’alphabet néwar (ou newari, prachalit népalais, nepalbhasha, nepāla lipi) :
- 53 lettres de base (14 voyelles indépendantes et 39 consonnes),
- 13 voyelles diacritiques,
- 5 autres signes diacritiques (dont le point souscrit ou noukta pour transcrire les sons étrangers),
- 2 signes divers (avagraha et anousvâra final),
- 2 signes d'invocation (om et siddhi),
- 5 signes de ponctuation (danda, double danda, virgule, bourre d’écart et signe d’abréviation),
- 10 chiffres décimaux,
- 1 signe supplémentaire de ponctuation (double virgule),
- 4 autres signes divers (signe d'absence d'unité, signe d'insertion, signe diacritique sandhi, et anousvâra védique; 1 point de code intermédiaire est réservé) et
- 2 signes védiques de contrôle de forme (djihvamouliya et oupadhmaniya).

Certaines voyelles servent uniquement pour le sanskrit et ne sont pas utiles pour le nepalbhasha. Six consonnes en -ha sont codées pour représenter des résonantes murmurées en nepalbhasha, ces lettres ne servent pas pour la représentation du sanskrit.
Les caractères U+11435 à U+11446 et U+1145E sont des signes diacritiques, présentés ici combinés avec la lettre néwar ka « 𑐎 » (U+1140E). Suivant les cas, les diacritiques se placent au-dessus, en dessous, à droite ou à gauche de la lettre de base. Avec d’autres lettres, ils peuvent former des ligatures ou complètement modifier l’apparence de la lettre de base (cas non figurés dans la table ici). Les caractères U+11460 et U+11461 sont des caractères de contrôle védiques et précèdent une lettre de base néwar.
Les caractères U+11460 (djihvamouliya) et U+11461 (oupadhmaniya) sont des signes védiques utilisés comme préfixes modificateurs d'une consonne pour indiquer un sandhi externe en sanskrit (avec la syllabe précédente, notamment quand elle est terminée par une voyelle aspirée indiquée par un diacritique visârga) : ces caractères se posent en tête sur la consonne suivante pour la modifier (cette consonne apparait alors sous sa forme conjointe réduite). Ci-dessous, ils sont montrés combinés respectivement avec les lettres néwar ka « 𑐎 » (U+1140E) et pa « 𑐥 » (U+11425). Quand ces caractères ne précèdent pas directement une consonne néwar, ils sont traités comme des symboles isolés et apparaissent sous leur forme non réduite et, le cas échant, n'altèrent pas la forme et la prononciation du caractère suivant, mais les polices ou moteurs de rendus peuvent indiquer symboliquement l'absence de la consonne suivante et un tel usage isolé de ces signes n'est pas recommandé dans les textes standards.
Notes : normalement le diacritique voyelle U+11436 doit impérativement apparaître à gauche de la consonne de base, et non à sa droite (sinon cela causerait des problèmes sérieux d’interprétation du texte à la lecture). Comme pour l'écriture dévanagâri, nombre de consonnes néwar adoptent une forme spéciale après une autre consonne néwar suivi d’un diacritique néwar virâma (codant la suppression de la voyelle implicite de la première consonne) : ces consonnes forment alors entre elles une ligature sans marquer la présence du virâma). Le plus souvent, la seconde consonne est souscrite sous une forme réduite et parfois simplifiée de la première consonne, mais parfois la forme réduite reph d’une première consonne ra est suscrite laissant la seconde consonne dans sa forme normale). Ces formes spéciales (et ligatures de syllabes complexes qui utilisent ces formes) ne figurent pas dans la table ci-dessous.

### Table des caractères
| en fr   | 0  | 1  | 2 | 3 | 4 | 5 | 6 | 7 | 8 | 9 | A | B | C | D | E | F |
| ------- | -- | -- | - | - | - | - | - | - | - | - | - | - | - | - | - | - |
| U+11400 | 𑐀  | 𑐁  | 𑐂 | 𑐃 | 𑐄 | 𑐅 | 𑐆 | 𑐇 | 𑐈 | 𑐉 | 𑐊 | 𑐋 | 𑐌 | 𑐍 | 𑐎 | 𑐏 |
| U+11410 | 𑐐  | 𑐑  | 𑐒 | 𑐓 | 𑐔 | 𑐕 | 𑐖 | 𑐗 | 𑐘 | 𑐙 | 𑐚 | 𑐛 | 𑐜 | 𑐝 | 𑐞 | 𑐟 |
| U+11420 | 𑐠  | 𑐡  | 𑐢 | 𑐣 | 𑐤 | 𑐥 | 𑐦 | 𑐧 | 𑐨 | 𑐩 | 𑐪 | 𑐫 | 𑐬 | 𑐭 | 𑐮 | 𑐯 |
| U+11430 | 𑐰  | 𑐱  | 𑐲 | 𑐳 | 𑐴 | 𑐎𑐵 | 𑐎𑐶 | 𑐎𑐷 | 𑐎𑐸 | 𑐎𑐹 | 𑐎𑐺 | 𑐎𑐻 | 𑐎𑐼 | 𑐎𑐽 | 𑐎𑐾 | 𑐎𑐿 |
| U+11440 | 𑐎𑑀  | 𑐎𑑁  | 𑐎𑑂 | 𑐎𑑃 | 𑐎𑑄 | 𑐎𑑅 | 𑐎𑑆 | 𑑇 | 𑑈 | 𑑉 | 𑑊 | 𑑋 | 𑑌 | 𑑍 | 𑑎 | 𑑏 |
| U+11450 | 𑑐  | 𑑑  | 𑑒 | 𑑓 | 𑑔 | 𑑕 | 𑑖 | 𑑗 | 𑑘 | 𑑙 | 𑑚 | 𑑛 |   | 𑑝 | 𑐎𑑞 | 𑑟 |
| U+11460 | 𑑠𑐎 | 𑑡𑐥 |   |   |   |   |   |   |   |   |   |   |   |   |   |   |
| U+11470 |    |    |   |   |   |   |   |   |   |   |   |   |   |   |   |   |

### Historique

#### Version initiale Unicode 9.0
| v · d · m | 0 | 1 | 2 | 3 | 4 | 5 | 6 | 7 | 8 | 9 | A | B | C | D | E | F |
| --------- | - | - | - | - | - | - | - | - | - | - | - | - | - | - | - | - |
| U+11400   | 𑐀 | 𑐁 | 𑐂 | 𑐃 | 𑐄 | 𑐅 | 𑐆 | 𑐇 | 𑐈 | 𑐉 | 𑐊 | 𑐋 | 𑐌 | 𑐍 | 𑐎 | 𑐏 |
| U+11410   | 𑐐 | 𑐑 | 𑐒 | 𑐓 | 𑐔 | 𑐕 | 𑐖 | 𑐗 | 𑐘 | 𑐙 | 𑐚 | 𑐛 | 𑐜 | 𑐝 | 𑐞 | 𑐟 |
| U+11420   | 𑐠 | 𑐡 | 𑐢 | 𑐣 | 𑐤 | 𑐥 | 𑐦 | 𑐧 | 𑐨 | 𑐩 | 𑐪 | 𑐫 | 𑐬 | 𑐭 | 𑐮 | 𑐯 |
| U+11430   | 𑐰 | 𑐱 | 𑐲 | 𑐳 | 𑐴 | 𑐎𑐵 | 𑐎𑐶 | 𑐎𑐷 | 𑐎𑐸 | 𑐎𑐹 | 𑐎𑐺 | 𑐎𑐻 | 𑐎𑐼 | 𑐎𑐽 | 𑐎𑐾 | 𑐎𑐿 |
| U+11440   | 𑐎𑑀 | 𑐎𑑁 | 𑐎𑑂 | 𑐎𑑃 | 𑐎𑑄 | 𑐎𑑅 | 𑐎𑑆 | 𑑇 | 𑑈 | 𑑉 | 𑑊 | 𑑋 | 𑑌 | 𑑍 | 𑑎 | 𑑏 |
| U+11450   | 𑑐 | 𑑑 | 𑑒 | 𑑓 | 𑑔 | 𑑕 | 𑑖 | 𑑗 | 𑑘 | 𑑙 |   | 𑑛 |   | 𑑝 |   |   |
| U+11460   |   |   |   |   |   |   |   |   |   |   |   |   |   |   |   |   |
| U+11470   |   |   |   |   |   |   |   |   |   |   |   |   |   |   |   |   |

#### Compléments Unicode 11.0
| v · d · m | 0 | 1 | 2 | 3 | 4 | 5 | 6 | 7 | 8 | 9 | A | B | C | D | E | F |
| --------- | - | - | - | - | - | - | - | - | - | - | - | - | - | - | - | - |
| U+11450   |   |   |   |   |   |   |   |   |   |   |   |   |   |   | 𑐎𑑞 |   |

#### Compléments Unicode 12.0
| v · d · m | 0 | 1 | 2 | 3 | 4 | 5 | 6 | 7 | 8 | 9 | A | B | C | D | E | F |
| --------- | - | - | - | - | - | - | - | - | - | - | - | - | - | - | - | - |
| U+11450   |   |   |   |   |   |   |   |   |   |   |   |   |   |   |   | 𑑟 |

#### Compléments Unicode 13.0
| v · d · m | 0  | 1  | 2 | 3 | 4 | 5 | 6 | 7 | 8 | 9 | A | B | C | D | E | F |
| --------- | -- | -- | - | - | - | - | - | - | - | - | - | - | - | - | - | - |
| U+11450   |    |    |   |   |   |   |   |   |   |   | 𑑚 |   |   |   |   |   |
| U+11460   | 𑑠𑐎 | 𑑡𑐥 |   |   |   |   |   |   |   |   |   |   |   |   |   |   |